# Ульянова Марія Олександрівна
Марія Олександрівна Ульянова (до шлюбу Бланк, 22 лютого (6 березня н.ст.), 1835, Санкт-Петербург — 12 (25 липня н.ст.) 1916, Петроград) — дружина Іллі Миколайовича Ульянова. Відома завдяки своїм дітям, діячам революційного руху в Російській імперії. Сини: Олександр Ульянов, Володимир Ульянов-Ленін, Дмитро Ульянов; доньки: Анна Ульянова-Єлізарова і Марія Ульянова.

## Походження
Батько — Бланк Олександр Дмитрович — (1801 або 1804—1870) лікар-фізіотерапевт, надвірний радник (за різними даними, був єврейського або німецького походження.
Мати — Ганна Іванівна (Йоганнівна) Гроссшопф — (1810-1838), батьками якої були німець Йоганн Гроссшопф (нім. Johann Groschopf) і шведка Анна Естедт швед. Anna Estedt).

## Життєпис
Обряд хрещення 28 лютого (12 березня) 1835 р. здійснений в церкві Св. Спиридонія Триміфунтського в Головному Адміралтействі протоієреєм Олександром Стратилатовим.
У 1838 році Ганна Іванівна померла, залишивши шістьох дітей — хлопчика і п'ять дівчаток. Батько одружився вдруге, а вихованням дітей зайнялася бездітна сестра матері — Катерина Іванівна.
Дитинство і юність Марії минули у маєтку батька — селі Кокушкіно (Казанська губернія), де під керівництвом тітки вона отримала хорошу домашню освіту. Вона володіла німецькою, англійською та французькою мовами. Добре знала російську і європейську літературу, грала на фортепіано, і, як всяка майбутня господиня, була навчена рукоділлю і ведення домашнього господарства.
У 1845-1848 роках жила в Златоусті.
Висока якість її домашньої освіти була підтверджена здачею іспиту на право викладання — отримання звання домашньої вчительки в 1863 році, що відповідало проходженню курсу жіночої гімназії.
У 1861 році Марія Олександрівна переїхала до Пензи в гості до своєї старшої сестри Ганні, де знайомиться з товаришем по службі її чоловіка — І. М. Ульяновим.
Весілля Марії Олександрівни та Іллі Миколайовича відбулося 25 серпня (6 вересня н.ст.) 1863 року в Кокушкіно, а повінчалися вони в довколишній церкві села Черемишеве.
У шлюбі народила вісьмох дітей: чотирьох синів і чотирьох дочок (Микола, 1873 р.н., і Ольга, 1868 р.н., померли в дитинстві).
У січні 1886 року Марія Ульянова втратила чоловіка.
Після його смерті вдові з шістьма дітьми довелося взяти всі турботи сім'ї на свої плечі.
В першу чергу, піклуючись про майбутнє дітей, вона клопоче про визнання за ними права на потомствене дворянство.
За її проханням Симбірське Дворянське депутатські збори, «… постановою 17 червня 1886 р. внесло в третю частину дворянської родоводу книги вдову дійсного статського радника Іллі Миколайовича Ульянова, Марію Александрову і дітей їх…», що було затверджено указом імператора від 6 листопада 1886 р.
Джерелом існування сім'ї стає пенсія на вдову і дітей і доходи від належної їй частини Кокушкіно.
У 1887 році наступний удар — страта її старшого сина Олександра, причетного до замаху на імператора Олександра III.
У 1891 році — смерть від черевного тифу в Санкт-Петербурзі 19-річної дочки Ольги.
Чимало переживань було пов'язано з революційною діяльністю і безліччю арештів і посилань її залишилися дітей: Володимира, Марії, Дмитра і Ганни.
Підтримувала свого сина Володимира в його діяльності і двічі відвідувала його за кордоном (у Франції влітку 1902 і в Стокгольмі восени 1910).
Марія Олександрівна померла в 1916 році на 82 році життя і похована на Волковському кладовищі в Петрограді.
Пам'ятники М. О. Ульянової встановлені в Санкт-Петербурзі, Ульяновську, Уссурійську, Златоусті, Рязані, Пензі.

## Родина

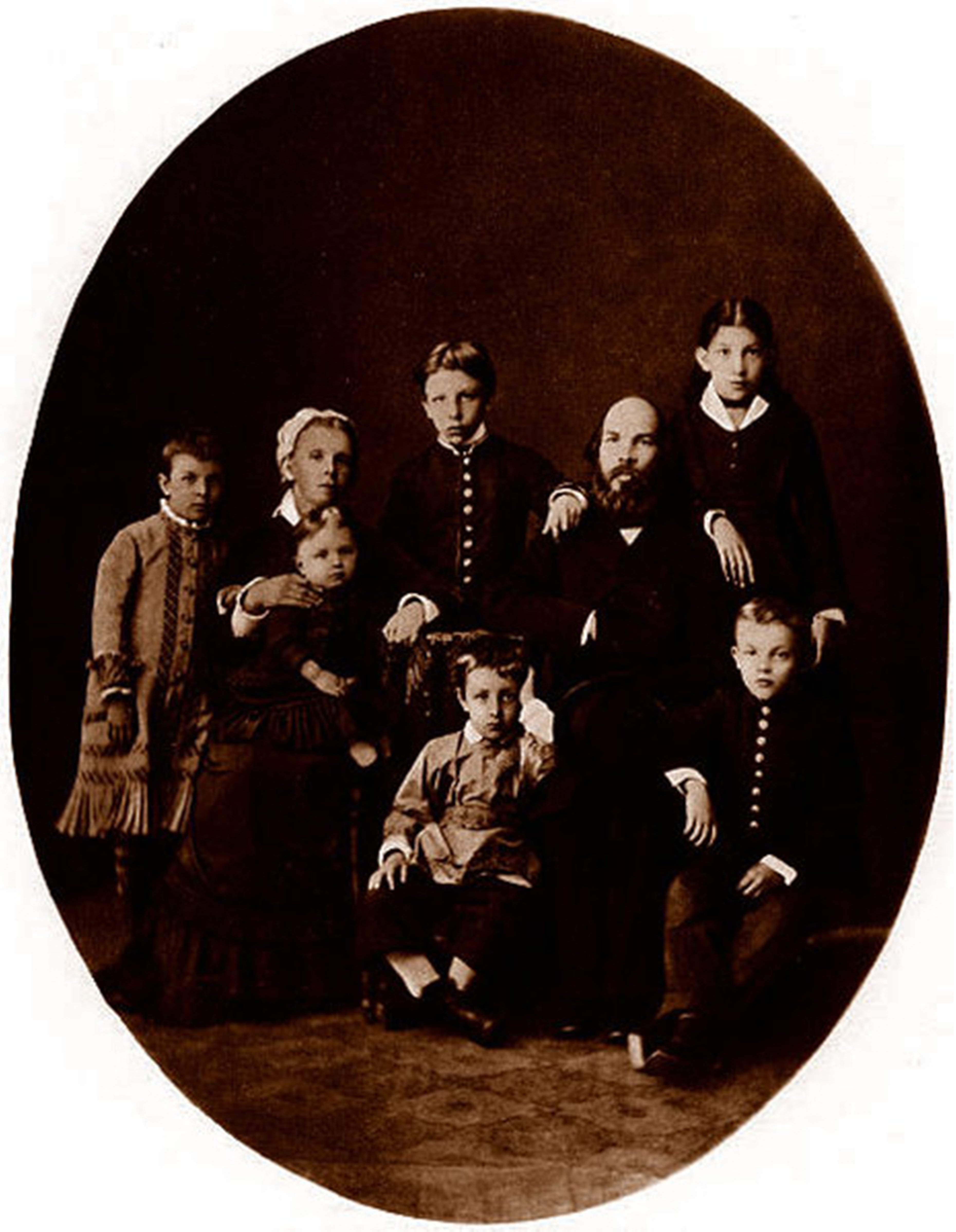
Родина Ульянових (фото 1879 року).
Стоять (зліва направо): Ольга, Олександр, Ганна.
Сидять (зліва направо): Марія Олександровна c дочкою Марієй на руках, Дмитро, Ілля Миколайович, Володимир.

У 1863 році тридцятидворічний Ілля Миколайович Ульянов одружився з двадцятивосьмирічною Марією Олександрівною Бланк.
У Іллі Миколайовича і Марії Олександрівни Ульянових народилося 8 дітей, двоє з яких померли в дитинстві:
- Анна (1864-1935).
- Олександр (1866-1887).
- Ольга (1868-1869).
- Володимир (1870-1924).
- Ольга (1871-1891).
- Микола (1873-1873).
- Дмитро (1874-1943).
- Марія (1878-1937).

## Адреси в Санкт-Петербурзі
- 22.02.1835 — 1897 — Англійська набережна, б. 74;
- 1897 рік — Сергіївська вулиця, б. 13, кв. 16.